# Tortelloni
Tortelloni (Italiaans) is een pastasoort, waarbij de ingrediënten in het deeg gestopt worden. Hierna wordt het deeg rond gekneed zodat alleen het deeg zichtbaar is. Tortelloni wordt vaak met een milde vulling van vlees, kaas, vis, gevogelte of groenten gevuld. 
Er bestaat ook een kleinere variant van deze pastasoort, genaamd tortellini, die in verband de kleinere inhoud vaak gevuld wordt met een sterker smakende vulling om het gerecht te balanceren. 
Tortelloni lijkt op het Slavische gerecht pierogi maar vindt zijn oorsprong in Italië.